# Desa Tanjungsari (administrativ by i Indonesien, Jawa Barat, lat -6,27, long 107,16)
Desa Tanjungsari är en administrativ by i Indonesien.   Den ligger i provinsen Jawa Barat, i den västra delen av landet, 40 km öster om huvudstaden Jakarta. Desa Tanjungsari ligger vid sjön Rawa Santioro.